# Joseph-Pierre-Marie Fayau
Joseph-Pierre-Marie Fayau des Brétinières, né le 25 mars 1766 à Rocheservière (Bas-Poitou) et décédé au même lieu le 8 germinal an VII (28 mars 1799), est un avocat et homme politique français.

## Biographie

### Début de carrière politique
Joseph-Pierre-Marie Fayau est né en Vendée en 1766. Fils de Jean-Baptiste Fayau, sieur de Pampinière,, chirurgien assassiné en l'an II par les insurgés vendéens,, et de Perrine Jacquette Mitteau, il devient avocat et se fait appeler « M. des Brétinières » avant la Révolution.
Partisan des idées révolutionnaires, il devient colonel de la garde nationale de Rocheservière et l'un des secrétaires de la société ambulante des amis de la Constitution de la Vendée, fondée au château de L'Oie, le 19 février 1791 et affiliée au club des Jacobins,, avant d'être élu par ses concitoyens, en septembre 1791, au Conseil général de la Vendée et nommé, en novembre, administrateur du directoire, poste où il prend des mesures énergiques contre les adversaires de la Révolution et qu'il occupe jusqu'en 1792, date de son élection à la Convention nationale. C'est ainsi que, le 5 mars 1792, le directoire, emmené par Fayau et Mercier du Rocher, prononce l'expulsion de tous les prêtres insermentés non domiciliés dans le département, puis, le 9, décrète l'internement au chef-lieu de 33 ecclésiastiques réfractaires. Le 12, Fayau envoie, au nom du directoire, l'arrêté au ministre de l'Intérieur. Dans le rapport qui l'accompagne, il explique: « Nous ne sommes point persécuteurs. Notre devise est celle-ci: Liberté du culte et tranquillité publique »,.

### Un député vendéen à la Convention

#### Le montagnard
Nommé électeur par le district de Fontenay au sein du collège électoral de Vendée, qui se réunit le matin du 2 septembre 1792 en l'église paroissiale de La Châtaigneraie, Fayau est élu le premier jour scrutateur par 44 voix, puis, le 5 septembre 1792, au second tour de scrutin, député à la Convention pour la Vendée, le 5e sur 9, par 230 voix sur 341 votants. Il est à 26 ans l'un des plus jeunes élus. À Paris, il se range du côté des Montagnards et s'inscrit au Club des Jacobins. Le 19 décembre 1792, il prend la défense, au nom du principe de la souveraineté du peuple, qui l'a élu représentant, de Philippe Égalité, compris dans le décret du 16 décembre bannissant tous les Bourbons de France proposé par la Gironde, et obtient le rapport de celui-ci. Lors du procès de Louis XVI, Fayau vote la mort sans appel ni sursis. Pour lui, l'ancien monarque n'est qu'« un homme coupable, un conspirateur ».
Le 2 août, le maire girondin de Nantes, Baco de La Chapelle, se présentant à la barre de la Convention à la tête d'une députation de citoyens de cette ville pour y annoncer l'acceptation de la constitution de 1793 par les assemblées primaires de Loire-Inférieure, il s'y livre à une justification du général Beysser et le député Coustard, mis hors la loi par décret du 17 juillet sur l'accusation d'avoir participé au arrêtés pris par les administrateurs du département conte les journées du 31 mai et du 2 juin 1793, critique les opérations des commissaires dans les départements et invite l'Assemblée à se séparer après la ratification de la constitution, provoquant de vives réactions parmi les représentants, en particulier Thuriot, Chabot, Dartigoeyte, Bréard et Collot d'Herbois. Baco ayant protesté de son patriotisme, Fayau affirme alors: « L'attachement que les citoyens de Nantes ont manifesté au citoyen Baco est une erreur ou une malveillance. Baco est suspect aux bons citoyens de Nantes. On a déclaré la ville de Nantes en état de siège, parce que Baco y faisait la police, que Baco est le chef des contre-révolutionnaires. Baco était député à l'Assemblée constituante; c'est un ferme appui de la constitution de 1789 et un ennemi de la République [...]. Oui, Baco, tu savais que dans une maison dont les fenêtres n'ont pas été ouvertes pendant le siège, il y avait 1 200 couverts préparés pour les rebelles. » Puis, Baco s'étant écrié: « Tu en as menti », il reprend: « Je ne répondrai pas au citoyen Baco. Je vais continuer à vous donner des renseignements: j'ai dans la ville de Nantes des connaissances intimes qui m'instruisent de ce qui s'y passe; leurs lettres ont été interceptées; une seule m'est parvenue et annonçait que la puissance des intrigants finirait bientôt, et alors je te dirai leurs crimes. Je disais que 1 200 couverts étaient préparés; j'en appelle aux citoyens de Nantes, ils ne le nieront pas. Je demande le renvoi de la pétition et du pétionnaire devant le comité de sûreté générale ». Sur la motion de Legendre, Baco est incarcéré à l'Abbaye,,.
Le soir du 8 août, Fayau est élu secrétaire de la Convention avec Léonard Bourdon et Amar.

#### Missions
Il est envoyé en mission, avec Gaston, par décret du 9 mars 1793, dans l'Ariège et les Pyrénées-Orientales pour la levée des 300 000 hommes votée en février. De retour à Paris le 23 mai, un décret du 23 août l'envoie ensuite dans les Deux-Sèvres afin d'organiser la levée en masse. Révolutionnaire ardent, il combat de toutes ses forces le soulèvement royaliste qui frappe la région. Il annonce à la Convention les reprises de La Châtaigneraie et de Châtillon-sur-Thouet sur les Vendéens. Il participe aux combats et est blessé à Réaumur.
Rappelé par décret du 13 brumaire an II (3 novembre 1793), il rentre à Paris le 19 brumaire (9 novembre).

#### Interventions à la tribune en l'an II
En novembre 1793, Fayau propose à la Convention une solution radicale au problème royaliste: incendier la Vendée afin de la rendre inhabitable pendant un an. Il propose aussi que tous les biens des aristocrates soient redistribués aux sans-culottes.
Le 30 mars 1794, il proteste à la tribune devant la peine de réclusion infligée par la commission militaire de Fontenay-le-Comte à François Pichard du Page, ex-procureur général syndic du département de la Vendée convaincu « d'intelligences et de correspondances » avec les insurgés pour avoir accepté une place dans le Conseil provisoire administratif institué par les chefs de l'Armée catholique et royale.
Plutôt robespierriste, Fayau soutient l'élimination des Indulgents par les Comités en germinal an II. Le 31 mars, il intervient pour combattre la proposition de Legendre d'entendre Danton et ses amis arrêtés, prétextant que Danton n'a pas à bénéficier d'une telle faveur, idée reprise aussitôt par Robespierre.

#### Le chef de file crétois
Après le 9 thermidor, Fayau reste sur les bancs de la Montagne et devient l'un des opposants les plus déterminés à la réaction thermidorienne. Avec Billaud-Varenne, il combat ainsi la surpression du Tribunal révolutionnaire et à la libération des suspects.
Avec entre autres Duhem, il devient l'un des chefs de file des « Montagnards de l'an III » ou Crêtois, dont le centre reste le Club des Jacobins, et défend les sociétés populaires. En août 1794 il fait exclure du Club les thermidoriens Tallien, Fréron et Lecointre.
Le 22 fructidor, il présente un projet de redistribution des biens nationaux en faveur des citoyens les plus pauvres, proposant de supprimer les enchères qui favorisent les plus aisés. Bien que soutenue par Barère, cette proposition est rejetée cinq jours plus tard.
Début 1795, Fayau proteste de plus en plus contre la montée du modérantisme et en appelle à l'« âme de Marat ». Partisan de l'Insurrection du 1er prairial et considéré comme un jacobin et un terroriste, il est décrété d'arrestation le 2 prairial.

### Fin de vie
L'amnistie générale votée le 4 brumaire an IV lui rend la liberté. Retiré en Seine-et-Oise, il occupe un emploi de chef de bureau au ministère de la Justice, puis de commissaire près le tribunal de police correctionnelle de Montaigu.
En l'an VI, il est élu administrateur du département de Seine-et-Oise mais son élection est annulée car il est toujours considéré comme jacobin.
Il meurt peu après dans sa ville natale à l'âge de 33 ans.